# 西明寺站
西明寺站（日语：／ Saimyouji eki */?）是位於秋田縣仙北市西木町，屬於秋田內陸縱貫鐵道的秋田內陸線車站。

## 歷史
- 1970年（昭和45年）11月1日 - 日本國有鐵道（國鐵）角館線車站啟用，當時車站位於仙北郡西木村（日语：西木村）[1]。
- 1986年（昭和61年）11月1日 - 秋田內陸縱貫鐵道接管阿仁合線，成為秋田內陸縱貫鐵道秋田內陸南線（在1989年改名為秋田內陸線）[2]。
- 2007年（平成19年）3月18日 - 當日起，所有急行森吉均停靠此站。

## 車站構造
此站是地面車站，設有1面1線的單式月台。此站僅在月台上設有候車處。

## 使用狀況
| 1日上落車人次 | 1日上落車人次 |
| 年度          | 1日平均人次   |
| ------------- | ------------- |
| 2016年        | 18            |
| 2017年        | 13            |

## 車站周邊
此站位於仙北市西木町中心。在舊角館線其他車站中，此站附近較多民居。
- 大國主神社
- 國道105號（日语：国道105号）
- 仙北市政廳西木廳舍（仙北市西木地域中心）
- 西明寺郵局
- 檜木內川（日语：桧木内川）
- 西木溫泉親睦廣場Clion（步位15分鐘）

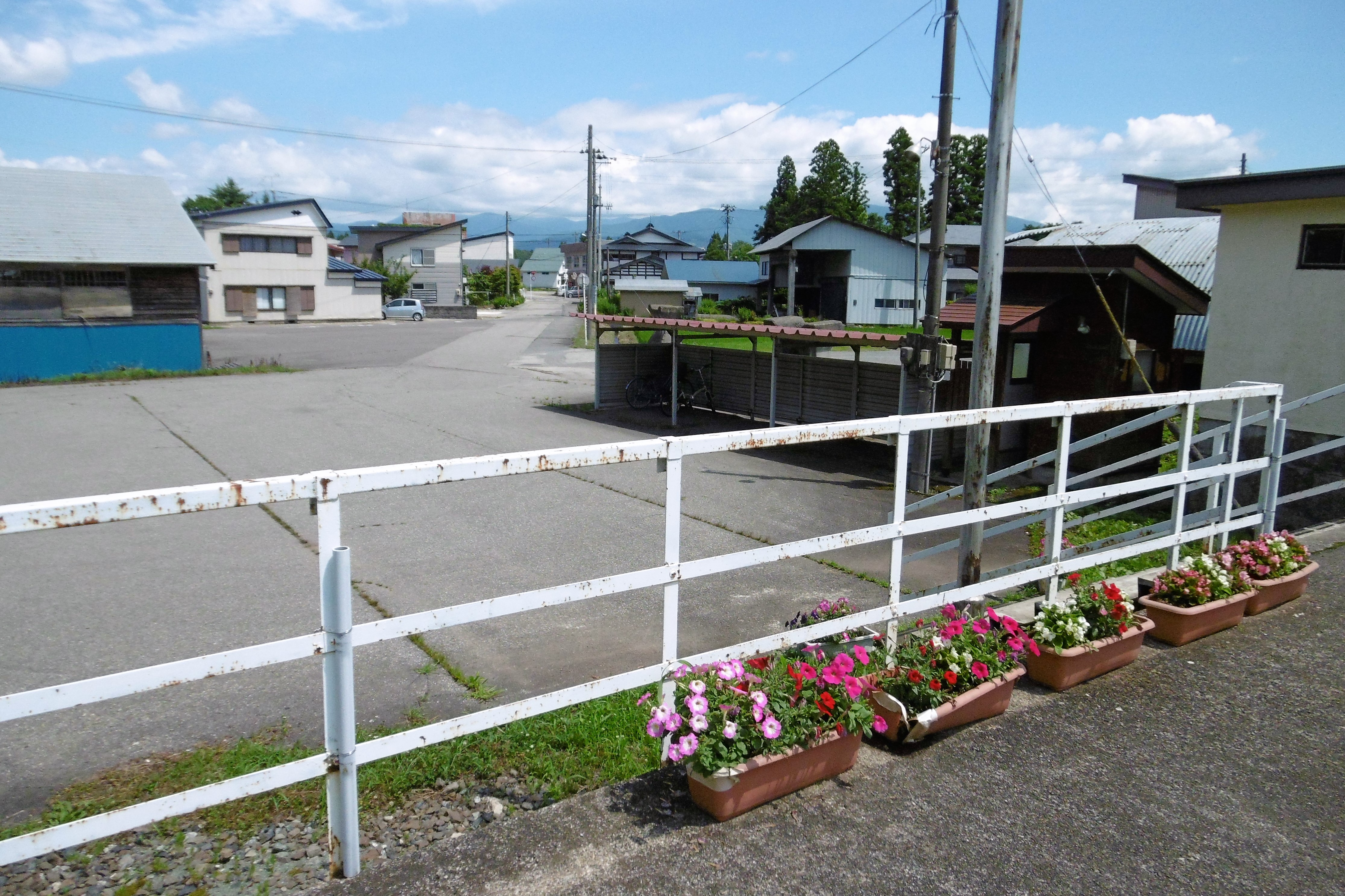
站前的風景

## 相鄰車站
秋田內陸縱貫鐵道
■秋田內陸線
- 急行「森吉」停車站

□快速
松葉－西明寺－角館
□快速（部分下行列車停站）、■普通
八津－西明寺－羽後太田

## 注腳
1. ↑  秋田県仙北市総務部企画振興課. . 株式会社 販促: 25. 2012-03 （日语）.
2. ↑  . 鐵道雜誌 (鐵道雜誌社). 1987-01, 21 (1): 50 （日语）.
3. ↑  国土数値情報(駅別乗降客数データ) （日語） - 統計情報研究，2020年8月30日參閲

## 外部連結
- 路線圖（各站資訊） （页面存档备份，存于）（日語） - 秋田內陸縱貫鐵道